# Сборная Индонезии по футболу
Сбо́рная Индоне́зии по футбо́лу (индонез. Tim nasional sepak bola Indonesia) представляет Индонезию в международных футбольных матчах. Управляется Футбольной ассоциацией Индонезии (PSSI). Несмотря на то, что страна является одной из крупнейших в мире по размеру территории и населенности, сборная не входит в число ведущих команд АФК. В Юго-Восточной Азии сборная котируется высоко, наряду со сборными Таиланда, Вьетнама и Сингапура. Домашние матчи сборная играет на Бунг Карно Стэдиум, расположенном в Джакарте.

## История
Индонезия (под именем «Голландская Ост-Индия») стала первой азиатской сборной, принявшей участие в чемпионате мира в 1938 году. В 1/8 финала Индонезия проиграла 0:6 будущим финалистам — Венгрии. Эта игра остается единственной для Индонезии в финальной стадии чемпионата мира.

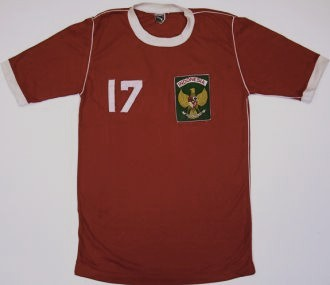
Домашняя футболка 1981 года

 В 1957 году сборная уже под современным названием приняла участие в первом отборочном турнире в азиатской зоне. В первом раунде была обыграна сборная Китая, но Индонезия по политическим мотивам отказалась от последующих игр с Израилем. Затем, из-за политической нестабильности в стране, сборная длительный период не принимала участие в отборочных матчах мирового первенства. Следующим чемпионатом мира, в котором они приняли участие, был отборочный турнир чемпионата мира 1974.
Первым Кубком Азии, в котором приняла участие Индонезия, был розыгрыш 1996 года в ОАЭ. В первом раунде было набрано одно очко (ничья с Кувейтом). Второй раз в Кубке Азии 2000, проводимом в Ливане, также было набрано одно очко в трех играх. В следующем розыгрыше 2004 года была одержана первая победа — 2:1 над Катаром, — но и этого не хватило для выхода из группы. В Кубке Азии 2007 Индонезия была одной из четырёх стран-организаторов. В первом матче был обыгран Бахрейн со счетом 2:1, но в оставшихся двух матчах сборная потерпела поражения и не прошла в четвертьфинал, финишировав третьей в группе. Этот результат на данный момент считается лучшим выступлением в Кубках Азии.
30 мая 2015 года исполком ФИФА приостановил членство Федерации футбола Индонезии, и сборная была отстранена от отборочных турниров чемпионата мира — 2018 и кубка Азии — 2019. Членство федерации было восстановлено 13 мая 2016 года.

## Выступления в международных турнирах

### Чемпионат мира
- 1930 — 1934 — не участвовали
- 1938 — 1/8 финала (под именем «Голландская Ост-Индия»)
- 1950 — отозвала заявку
- 1954 — не участвовали
- 1958 — дисквалифицирована из отборочного турнира
- 1962 — дисквалифицированы
- 1966 — не участвовали
- 1970 — не участвовали
- 1974 — 2014 — не прошли отборочный турнир
- 2018 — дисквалифицирована из отборочного турнира из-за вмешательства государства в футбольные дела
- 2022 — не прошли отборочный турнир

### Олимпийские игры
- Мельбурн 1956 — четвертьфинал
Индонезия — СССР 0:0
Индонезия — СССР (переигровка) 0:4

### Кубок Азии
- 1956 — не принимала участия
- 1960 — не принимала участия
- 1964 — не принимала участия
- 1968 — 1992 — не прошла квалификацию
- 1996 — групповой этап
- 2000 — групповой этап
- 2004 — групповой этап
- 2007 — групповой этап
- 2011 — не прошла квалификацию
- 2015 — не прошла квалификацию
- 2019 — дисквалифицирована из отборочного турнира
- 2023 — 1/8 финала

### Юго-Восточные Азиатские Игры
- 1977 — 3 место
- 1979 — 2 место
- 1981 — 3 место
- 1987 — 1 место
- 1989 — 3 место
- 1991 — 1 место
- 1997 — 2 место
- 1999 — 3 место

### Чемпионат АСЕАН (Кубок Тигра)
- 1996 — Полуфинал
- 1998 — 3 место
- 2000 — 2 место
- 2002 — 2 место
- 2004 — 2 место
- 2007 — Первый раунд
- 2008 — Полуфинал

### Кубок Дружбы
- 1971 — не принимали участия
- 1973 — не принимали участия
- 1975 — отказалась от участия
- 1977 — не участвовали
- 1979 — не принимали участия
- 1981 — дисквалифицирована

## Главные тренеры
- Йоханнес Христоффел ван Мастенбрук: 1938
- Чу Сен Цюэ: 1951—1953
- Тони Погачник: 1954—1964
- Е. А. Маньиндан: 1966—1970
- Эндан Витарса: 1970
- Юсуф Балык: 1971—1972
- Суварди Арланд: 1972—1974
- Аан Витарса: 1974—1978
- Вил Курвер: 1975—1976
- Суварди Арланд: 1976—1978
- Франс Ван Балком: 1978—1979
- Марек Янота: 1979—1980
- Бернд Фишер: 1980—1981
- Харри Чон: 1981—1982
- Синьо Альяндое: 1982—1983
- М. Басри —  Исвади Идрис —  Абдул Кадир: 1983—1984
- Берче Матулапелва: 1985—1987
- Синьо Альяндое: 1985
- Анатолий Полосин: 1987—1991
- Иван Топлак: 1991—1993
- Романо Матте: 1993—1995
- Данурвиндо: 1995—1996
- Хенк Вюллемс: 1996—1997
- Русди Бахалван: 1998
- Бернард Шумм: 1999
- Нандар Искандар: 1999—2000
- Бенни Долло: 2000—2001
- Иван Венков Колев: 2002—2004
- Питер Вит: 2004—2007
- Иван Венков Колев: 2007
- Бенни Долло: 2008—2010
- Альфред Ридль 2010—2011
- Вим Рейсберген 2011—2012
- Аджи Сантосо 2012 ( и. о.)
- Нил Майзар 2012—2013
- Рахмад Дармаван 2013 ( и. о.)
- Джексон Ф.Тьяго 2013
- Альфред Ридль 2013—2014
- Бенни Долло 2015 ( и. о.)
- Питер Хойстра 2015 ( и. о.)
- Альфред Ридль 2016
- Луис Милья 2017—2018
- Бима Сакти 2018
- Саймон Макменеми[англ.] (2019)
- Син Тхэ Ён (2019—2025)
- Патрик Клюйверт (2025—н. в.)

## Форма
| Производитель | Годы                 |
| ------------- | -------------------- |
| Adidas        | 1970–1995            |
| Asics         | 1996                 |
| Diadora       | 1996–1997            |
| Uhlsport      | 1997                 |
| Mikasa        | 1997                 |
| Adidas        | 1998–2000            |
| Nike          | 2000–2003            |
| Adidas        | 2004                 |
| Gazali Sports | 2004                 |
| Adidas        | 2004–2006            |
| Nike          | 2007–2019            |
| Warrix        | 2020                 |
| Mills         | 2020-настоящее время |